# Alessandro Nunes
Alessandro Nunes (sinh ngày 2 tháng 3 năm 1982) là một cầu thủ bóng đá người Brasil.

## Sự nghiệp câu lạc bộ
Alessandro Nunes đã từng chơi cho Albirex Niigata và Kyoto Sanga FC.

## Thống kê câu lạc bộ

### J.League
| Đội             | Năm       | J.League | J.League | J.League Cup | J.League Cup | Tổng cộng | Tổng cộng |
| Đội             | Năm       | Trận     | Bàn      | Trận         | Bàn          | Trận      | Bàn       |
| --------------- | --------- | -------- | -------- | ------------ | ------------ | --------- | --------- |
| Albirex Niigata | 2008      | 30       | 13       | 5            | 3            | 35        | 16        |
| Kyoto Sanga FC  | 2014      | 7        | 2        | -            | -            | 7         | 2         |
| Tổng cộng       | Tổng cộng | 37       | 15       | 5            | 3            | 42        | 18        |